# Heilig-Geist-Kirche (Obermichelbach)

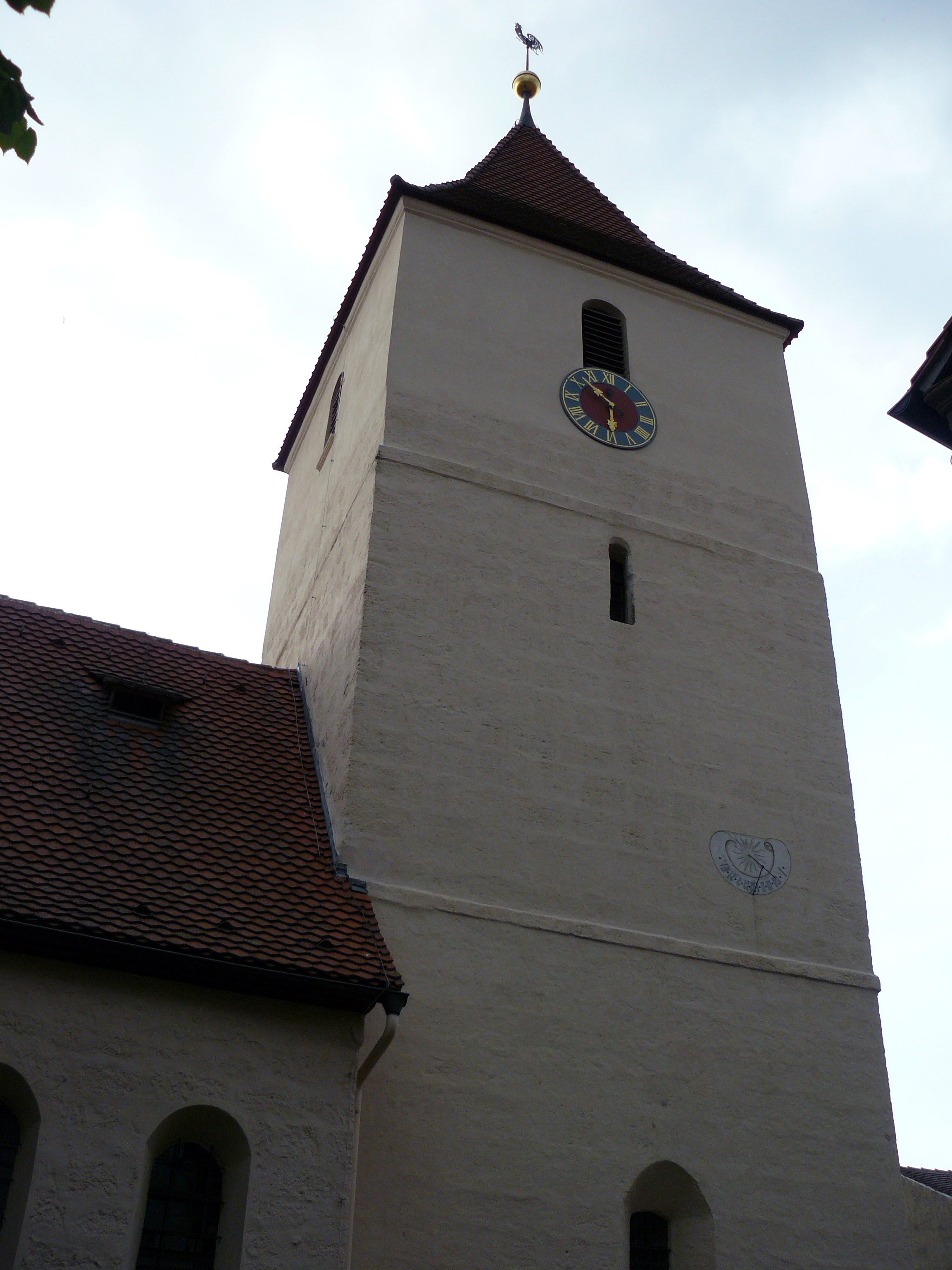
Heilig-Geist-Kirche in Obermichelbach

Die denkmalgeschützte, evangelische Heilig-Geist-Kirche steht in Obermichelbach, einer Gemeinde im Landkreis Fürth (Mittelfranken, Bayern). Die Pfarrkirche ist unter der Denkmalnummer D-5-73-123-3 als Baudenkmal in der Bayerischen Denkmalliste eingetragen. Die Kirche gehört zur Pfarrei St. Veit (Veitsbronn) im Dekanat Fürth im Kirchenkreis Nürnberg der Evangelisch-Lutherischen Kirche in Bayern.

## Beschreibung
Das Langhaus der Saalkirche aus verputztem Quadermauerwerk, das mit einem Satteldach bedeckt ist, wurde unter Verwendung von älteren Teilen erneuert. Der mit einem Zeltdach bedeckte Chorturm aus dem 15. Jahrhundert wurde beibehalten. 
Der Innenraum des Chors, das heißt das Erdgeschoss des Chorturms, ist mit einem Kreuzrippengewölbe überspannt, der des Langhauses, in dem doppelstöckige Emporen an zwei Seiten eingebaut sind, mit einem stichbogigen hölzernen Tonnengewölbe. 
Zur Kirchenausstattung gehört der im späten 17. Jahrhundert gebaute Altar und die 1702 aufgestellte Kanzel. Die 1822 von Johann Wolfgang Eychmüller gebaute Orgel hat zehn Register, ein Manual und Pedal.